# Золотухино (Мценский район)
Золотухино — деревня в Мценском районе Орловской области России. Входит в состав Черемошёнского сельского поселения.

## География
Деревня находится в северной части Орловской области, в лесостепной зоне, в пределах центральной части Среднерусской возвышенности, к югу от автодороги 54К-210, на расстоянии примерно 18 километров (по прямой) к юго-востоку от города Мценска, административного центра района. Абсолютная высота — 212 метров над уровнем моря.
Климат населённого пункта характеризуется как умеренно континентальный с умеренно морозной зимой и теплым, иногда жарким летом. Средняя многолетняя температура самого холодного месяца — января, составляет −9,4°С, температура самого теплого +19°С.
Часовой пояс
Деревня Золотухино, как и вся Орловская область, находится в часовой зоне МСК (московское время). Смещение применяемого времени относительно UTC составляет +3:00.

## История
В 1963 году деревни Золотухино 1-й, Золотухино 2-е и поселок Аникановский объединены в одну деревню Золотухино.

## Население
| 2010 |
| ---- |
| 12   |

Половой состав
По данным Всероссийской переписи населения 2010 года в гендерной структуре населения мужчины составляли 41,7 %, женщины — соответственно 58,3 %.
Национальный состав
Согласно результатам переписи 2002 года, в национальной структуре населения русские составляли 100 % из 23 чел.